# William Keighley
William Jackson Keighley (* 4. August 1889 in Philadelphia, Pennsylvania; † 24. Juni 1984 in New York City, New York) war ein US-amerikanischer Regisseur.

## Leben
William Keighleys Karriere basierte auf drei Unterhaltungsmedien: Theater, Film und Radio. Nachdem er in den 1910er- und 1920er-Jahren als Schauspieler und Regisseur am Broadway gearbeitet hatte, kam er zu Beginn der Tonfilmära in Hollywood an. Bei Warner Bros. wurde er Regieassistent und Dialogregisseur, bevor er 1932 seinen ersten Film selber inszenierte. Keighleys spannende, mit hohem Tempo inszenierte Thriller wie Der FBI-Agent oder Wem gehört die Stadt? kamen dem Studio entgegen, da diese Art Filme eine Spezialität von Warner waren. Zwar arbeitete der Regisseur oft mit James Cagney zusammen, doch die beiden hegten keine Sympathie füreinander. Cagney war von dem „europäischen Gehabe“ Keighleys nicht angetan.
Keighley führte auch in anderen Filmgenres Regie, so im Jahr 1937 bei der Mark-Twain-Verfilmung Der Prinz und der Bettelknabe mit Errol Flynn. Im darauffolgenden Jahr wurde Keighley der Abenteuerfilm Robin Hood – König der Vagabunden mit Flynn in der Titelrolle anvertraut. Er wurde aber während der Dreharbeiten durch Michael Curtiz ersetzt, weil das Studio ihm vorwarf, die geplante Drehzeit (und damit die Kosten) überzogen zu haben. Außerdem war man mit dem bis dahin teuersten Warner-Film im Ganzen nicht zufrieden. Keighley blieb dennoch Warner Bros. verbunden und inszenierte in den folgenden Jahren u. a. den Gangsterfilm Todesangst bei jeder Dämmerung (1939) sowie die Komödien Die Braut kam per Nachnahme und Der Mann, der zum Essen kam (beide 1942) mit Bette Davis.
Im Zweiten Weltkrieg leitete Keighley die Filmabteilung der United States Army Air Corps, dabei organisierte er die Verteilung von Kameraeinheiten und überwachte die Produktion von Ausbildungsfilmen. Nach dem Krieg drehte er zwar noch einige Filme, begann sich aber vermehrt für das Medium Radio zu interessieren. Nachdem Cecil B. DeMille aufhörte, übernahm Keighley die Moderation der CBS-Radiosendung Lux Radio Theater. 1953 drehte er seinen letzten Film, den Piratenfilm Der Freibeuter, wiederum mit Errol Flynn in der Hauptrolle. Nachdem er auch 1955 nicht mehr für das Radio tätig gewesen war, zog er sich mit seiner Frau, der Schauspielerin Genevieve Tobin, die er 1938 geheiratet hatte, nach Paris zurück.
Am 24. Juni 1984 verstarb William Keighley kurz vor seinem 95. Geburtstag an den Folgen einer Lungenembolie.

## Filmografie (Auswahl)
- 1926: Sensation im Zirkus (The Third Degree, Dialogregie)
- 1932: Ein Dieb mit Klasse (Jewel Robbery, Dialogregie)
- 1932: Die Hütte im Baumwollfeld (The Cabin in the Cotton, Dialogregie)
- 1932: The Match King
- 1933: Ladies They Talk About
- 1933: Der Mann mit der Kamera (Picture Snatcher, Dialogregie)
- 1933: Parade im Rampenlicht (Footlight Parade, Dialogregie)
- 1933: Das Haus in der 56. Straße (The House on 56th Street, Dialogregie)
- 1934: Easy to Love
- 1934: Journal of a Crime
- 1934: Dr. Monica
- 1934: Kansas City Princess
- 1934: Big Hearted Herbert
- 1934: Babbitt
- 1935: The Right to Live
- 1935: Der FBI-Agent (G Man)
- 1935: Mary Jane’s Pa
- 1935: Spezial-Agent (Special Agent)
- 1935: Stars Over Broadway
- 1936: The Singing Kid
- 1936: Wem gehört die Stadt? (Bullets or Ballots)
- 1936: Auf grüner Aue (The Green Pasture)
- 1937: Fluß der Wahrheit (God’s Country and the Woman)
- 1937: Der Prinz und der Bettelknabe (The Prince and the Pauper)
- 1937: Varsity Show
- 1938: Robin Hood – König der Vagabunden (The Adventures of Robin Hood)
- 1938: Im Tal der Giganten (Valley of the Giants)
- 1938: Secrets of an Actress
- 1938: Brother Rat
- 1939: Yes, My Darling Daughter
- 1939: Todesangst bei jeder Dämmerung (Each Dawn I Die)
- 1940: The Fighting 69th
- 1940: Tropische Zone (Torrid Zone)
- 1940: Keine Zeit für Komödie (No Time for Comedy)
- 1941: Four Mothers
- 1941: Die Braut kam per Nachnahme (The Bride Came C.O.D.)
- 1942: Der Mann, der zum Essen kam (The Man Who Came to Dinner)
- 1942: Unser trautes Heim (George Washington Slept Here)
- 1947: Honeymoon
- 1948: Straße ohne Namen (The Street with No Name)
- 1950: Herr der rauhen Berge (Rocky Mountain)
- 1951: Ein Herz für Danny (Close to My Heart)
- 1953: Der Freibeuter (The Master of Ballantrae)